# Broughton (Illinois)
Pour les articles homonymes, voir Broughton.
Broughton est un village du comté de Hamilton dans l'Illinois, aux États-Unis,. Situé au sud-est du comté, il est incorporé le 23 février 1899.

## Séisme de 1968
Broughton est le village le plus proche de l'épicentre du séisme de 1968 en Illinois (à 37°57′00″ N, 88°28′48″ W), un des séismes les plus remarqués de l'histoire des États-Unis car il a été ressenti dans de grandes zones peuplées comme Saint-Louis et Chicago

## Démographie
Lors du recensement de 2010, le village comptait une population de 194 habitants. Elle est estimée, en 2016, à 187 habitants.

## Source de la traduction
- (en) Cet article est partiellement ou en totalité issu de l’article de Wikipédia en anglais intitulé « Broughton, Illinois » (voir la liste des auteurs).